# Corydalis hindukushensis
Corydalis hindukushensis là một loài thực vật có hoa trong họ Anh túc. Loài này được Wendelbo & Grey-Wilson mô tả khoa học đầu tiên năm 1974.